# Chiens de guerre (roman)
Pour l’article homonyme, voir Chien de guerre (homonymie).
Chiens de Guerre (titre original : Dogs of War) est un roman de science-fiction dystopique et cyberpunk de l'auteur britannique Adrian Tchaikovsky, originalement publié en 2017 en Angleterre avant d'être traduit en France par Henry-Luc Planchat et édité dans la collection Lunes d'encre chez Denoël en 2019, puis en format poche dans la collection Folio SF chez Gallimard en 2021. Il constitue le premier volet de la trilogie Dogs of War, suivi de Bear Head (2021) et Bee Speaker (2025), ces deux derniers n'ayant pas été traduit ni édité en français.

## Résumé
Le roman se déroule dans un futur proche, dans un monde où la guerre a évolué pour inclure des soldats non humains issus de la bio-ingénierie .
Le protagoniste principal et narrateur de certains chapitres, Rex, est une « bioforme » humano-canine, lourdement armée et génétiquement modifiée pour être une arme de guerre. Avec ses compagnons, Miel, un ours hyperintelligent, Dragon, un reptile jouant le rôle de sniper camouflé, et Abeilles,une intelligence collective constituée d'une nuée d'abeilles, il existe pour servir son maître au sein d'une meute d'assaut multiforme dans l'État de Campeche, déchirée par la guerre, au sud-est du Mexique. Ses réactions étant contrôlées par un module de rétroaction, Rex ne souhaite qu'être un bon chien pour son maître. Mais lorsque son maître, un mercenaire, est jugé pour le massacre de civils, Rex et ses compagnons se retrouvent désorientés et sont contraints de réévaluer leur conception de la moralité et leur rôle dans le monde.
D'autres complications apparaissent lorsqu'il devient évident que, compte tenu des crimes de guerre de leur maître, la meute d'assaut est perçue par les humains comme des armes de guerre, plutôt que comme des individus dotés de la capacité d'apprendre et de ressentir.

## Thèmatiques de l'oeuvre
Les thèmes principaux de Chiens de guerre sont ceux du libre arbitre et de ce que signifie être un individu. Le roman explore également le concept d'esclavage moderne, les implications morales de la création de l'intelligence artificielle, l'éthique de la guerre et le droit à la vie. 

## Réception
Le livre a été bien accueilli et a été nominé pour le prix du meilleur roman BSFA ainsi que pour le Prix européen Utopiales des pays de la Loire. Une critique de Publishers Weekly a salué la construction du monde et le développement du personnage de Rex. Grimdark Magazine a salué la caractérisation de l'auteur et son habileté à créer des protagonistes non-humains attachants, tout en critiquant le traitement quelque peu « lourd » des thèmes principaux. The Guardian l'a salué comme « un avertissement opportun sur les dangers de l'intelligence artificielle et des superarmes entre les mains de puissances sans scrupules. » 